# Csíkszentimrei római katolikus templom
A csíkszentimrei római katolikus templom Csíkszeredától 11 km-re, Csíkszentimre Tengeszeg tízesében található. Románia műemlékeinek hivatalos jegyzékében műemléktemplomként a HR-II-a-A-12972 sorszámon szerepel.

## A templom története
Csíkszentimrét először az 1567. évi regestrumban említették Zent Emreh néven. 1583-ban Szentimreh, 1602-ben Szent Imre formában szerepelt a korabeli dokumentumokban.
A Szent Imre tiszteletére szentelt templom egykorú a többi csíki, szentekről elnevezett templomokkal, vagyis a 13-14. században a falunak már román stílusú temploma volt.
A mai templom helyén a 15. században egy  gótikus templom állott. 
A műemléktemplomot 1776-ban, az egyházközség és Henter Ádám költségén újjáépítették és kibővítették. Az építkezés során az egykori gótikus templom csúcsíves elemei beleépültek a barokk templomba. A templom középső részét, a hajót teljesen átalakították. A régi templomból csak a torony és a szentély maradt meg, de azokat is jelentősen megváltoztatták. A régi templom hálóboltozatának és gótikus záróköveinek csak a nyomai állapíthatók meg. A felújítások során falfestmény maradványokra bukkantak.
A 15. századi templomnak értékes maradványa a szárnyasoltár, amelyet a múlt század elején  Kovács Balázs plébános talált meg a templom padlásán. A táblaképek 1676-ban a barokk oltár felállításakor kerültek ki a szentélyből.
1929-ben Léstyán József a toronyban még megtalált két szárnyasoltár-töredéket.  
A táblaképeket 1970-ben a Richter-házaspár restaurálta.
A műemléktemplomon 1903-ban, 1994-ben és 2005-ben végeztek nagyobb javításokat.

## A templom leírása
A csíkszentimrei római katolikus templom 1776-ban nyerte el végleges formáját, amikor barokk stílusban  újjáépítették  és kibővítették. A felújítás során a templom hajóját is átalakították, az egykori gótikus templomból némileg megváltoztatva csak a torony és a szentély maradt meg.
A csíkszentimrei templom nagyon értékes ereklyéje a 15. század végén készült nagyméretű szárnyasoltár, amely a templom szentélyében van elhelyezve. A két nagyméretű szárnyon a karácsonyi és húsvéti ünnepkör képei láthatók. 
Egy másik szárnyasoltár részét képezi két nagyobb méretű táblakép, amely  a töviskoronázás és a golgota jeleneteit örökíti meg, ezek a 14. század végén készültek.
A csíkszentimrei táblaképek a táblakép-festészet legkorábbi emlékei.
Balogh Jolán szerint a tíz táblakép kompozíciója a Schongauer metszetek alapján készült.  Az oltár ikonográfiáját a Mária életéből és Krisztus passiójából vett jelenetek alkotják. Az egyik oldalon Szűz Mária életéből az Angyali üdvözlet és  A kis Jézus bemutatása a templomban, illetve Jézus születése és Mária halála, a másik oldalon Jézus Krisztus szenvedés-történetéből vett négy-négy jelenet van Júdás csókja és Krisztus Pilátus előtt, illetve Krisztus Kaifás főpap előtt és Cyrenei Simon segít a kereszt vivésében. 
A táblaképeken két különböző személy munkája vehető ki. Az Angyali üdvözlet táblaképen az 1970-es restaurálás előtti állapotban két réteg látható.
A templomban  egy nagyobb méretű olajfestmény található. Az 1767-ben Stephanus Antal által festett Fogadalmi képen a megfeszített Krisztus és fölötte a kis síró angyalkák láthatók. 
A  templomnak négy harangja és egy csengettyűje van. A 456 kg-os, és a 248 kg-os harangot az aradi Hönig Frigyes harangöntővel készítették 1922-ben. 2007-ben  Szent Imre herceg tiszteletére, a csíkszentimrei hívek adományából, egy 210 kg-os harangot öntettek Székelyudvarhelyen Lázár Imre harangöntő műhelyében. Ugyancsak 2007-ben  készíttették a 70 kg-os Lélek-harangot Árpád-házi Szent Erzsébet tiszteletére.

## A templom búcsúja
A Csíkszentimrei római katolikus templom búcsúját a templom és az egyházközség védőszentjének ünnepén november 5-én, Szent Imre napján tartják.